# 杨缙 (嘉靖进士)
楊縉（1500年—1546年），字薦甫，號竹村，山東兖州府東平州壽張縣人，軍籍。明朝進士、官员。

## 生平
自幼以聖賢自期，言行悉追古人。嘉靖四年（1525年）乙酉科山東鄉試舉人，五年（1526年）联捷丙戌科第三甲第102名進士。授遷安縣知縣，調繁山西翼城县，興水利，毁淫祠，旌節孝，剔蠹弊。入觐京师時，行李只一摃，不持片丝，冢宰桂萼察其廉潔，奖之以風海内。丁外艱歸，居喪遵古禮，不入私室者三年。起補陽城縣知縣，巡抚王德明署考语曰：当饥馑洊臻之年，著抚字心劳之绩。歷升南户部、北刑部，聲稱藉甚，請告歸鄉，讀書授徒，學者稱为楊夫子。累迁湖州府知府，時值飢荒，立即向巡按高公請求賑災，見高某為難，又向朝廷奏請免租給賑，覆奏獲允。二十五年入觐，卒于官，年四十七。
子楊胤賢，嘉靖辛丑進士，官山西按察司副使。